# Cantone di Ussel
Il Cantone di Ussel è una divisione amministrativa dell'arrondissement di Ussel.
È stato costituito a seguito della riforma approvata con decreto del 24 febbraio 2014, che ha avuto attuazione dopo le elezioni dipartimentali del 2015.

## Composizione
Comprende gli 11 comuni di 
- Aix
- Couffy-sur-Sarsonne
- Courteix
- Eygurande
- Feyt
- Lamazière-Haute
- Laroche-près-Feyt
- Merlines
- Monestier-Merlines
- Saint-Pardoux-le-Neuf
- Ussel